# Slonim

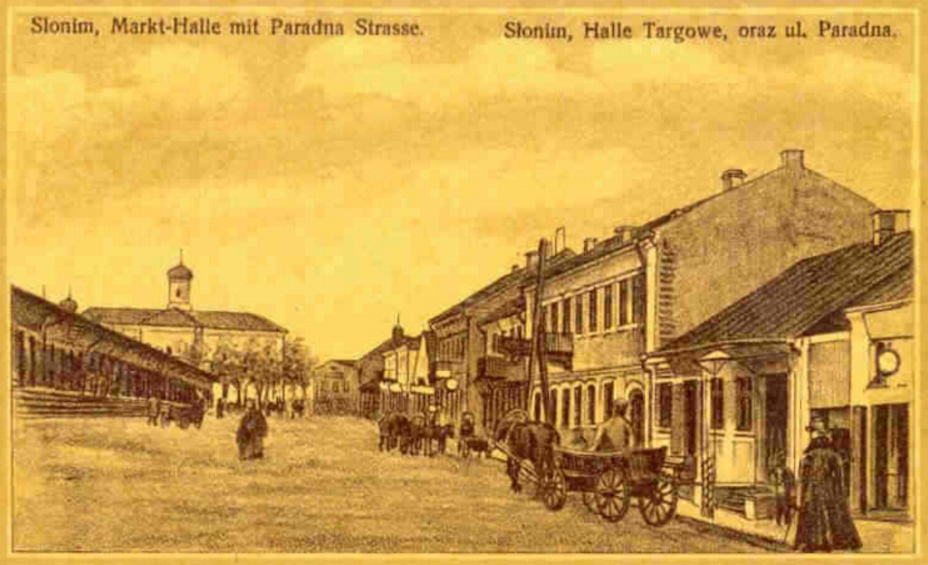
Slonim, Markt-Halle mit Paradna Straße (historische Postkarte)

Slonim (belarussisch Сло́нім, polnisch Słonim, russisch Сло́ним, litauisch Slanimas, jiddisch סלאָנים Slonim) ist eine Stadt in der  Hrodsenskaja Woblasz in Belarus. Die Stadt Slonim ist das administrative Zentrum des Rajons Slonim und hatte am 1. Januar 2015 49.334 Einwohner.

## Geographie
Slonim liegt am Zusammenfluss des Flusses Schtschara (belaruss. Шчара) mit der Isa (belaruss. Iсса), 143 km südöstlich von Hrodna. Östlich von Slonim bei Nowaja Strascha (53°03'53"N 25°28'31"E) befindet sich ein 350 m hoher Sendemast für UKW und Fernsehempfang, der zu den höchsten Bauwerken in Belarus zählt.

## Stadtwappen
Das Stadtwappen, der Fuchs, wurde am 4. Januar 1591 bestätigt. Es zeigt die Angehörigkeit der Stadt zu Lew Sapieha, da der Fuchs schon zu Beginn des 16. Jahrhunderts das Wappentier seiner Familie war. Auf blauem Hintergrund ist ein auf den Hintertatzen stehender goldener Löwe (belaruss. leu) dargestellt, der in der rechten Vordertatze einen nach oben gerichteten silbernen Pfeil mit zwei Querbalken auf einem Schaft hält. Der Fuchs ist eine silberne Lanze auf rotem Hintergrund, die mit zwei weißen Querbalken ähnlich wie eine Streitaxt gekreuzt ist. Auf dem Helm ist ein bis zur Hälfte herausragender, nach links gerichteter Fuchs zu sehen. Auf dem heutigen Stadtwappen von Slonim ist dieses Tier nicht mehr abgebildet. Es ist lediglich ein Pfeil-Emblem übrig. Der Fuchs wurde durch einen Löwen ersetzt – ein Repräsentant von Stärke, Mut und Großherzigkeit. Durch das Wappen und sein Engagement für die Stadt spielt Lew Sapieha eine große Rolle in der Stadtgeschichte.

## Geschichte

### Von den Ursprüngen bis zur frühen Neuzeit
Die erste Erwähnung findet Slonim in der Hypatiuschronik im Jahre 1252 als Uslonim oder Waslonim (vom ostslawischen Wort uslon, was so viel bedeutet wie Befestigungsposten). Nach archäologischen Funden sind im heutigen Stadtgebiet bereits im Jahre 1036 auf beiden Seiten der Schtschara zwei befestigte Siedlungen entstanden, die vermutlich zur Namensgebung beitrugen. Ab dem 12. Jahrhundert existierte am Ufer des Flusses im Bereich des heutigen Stadtzentrums offensichtlich ein hölzernes Schloss. Ende des 13. Jahrhunderts, als die Stadt an das Großfürstentum Litauen ging, war sie bereits ein hoch entwickeltes Kultur-, Handwerks- und Handelszentrum. Im Jahre 1281 findet der Fürst Wasilka in den Chroniken Erwähnung. Das befestigte Zentrum Slonims war damals das obere Schloss am linken Schtschara-Ufer. Am 15. Juli 1410 nahm das Slonimer Regiment an der Schlacht bei Tannenberg gegen die Kreuzritter teil. Ab 1413 gehörte die Stadt als eigenständige Kreisstadt zur Woiwodschaft Trakai, ab 1507 zur Woiwodschaft Nowogródek.
1490 erbaute Kasimir IV. Jagiełło das erste Gotteshaus in der Stadt, eine katholische Kirche, an deren Stelle 1775 die Andreaskirche errichtet wurde. 1506 wurde die Stadt von den Tataren zerstört. Das alte Schloss wurde daraufhin nicht wieder aufgebaut. 1520 wurde unter dem Fürsten Jan Radsiwill das neue Schloss fertiggestellt. 1531 gewährte Großfürst Sigismund der Alte der Stadt das Recht auf Selbstverwaltung nach dem Magdeburger Recht, welches 1591 von Sigismund III. Wasa bestätigt wurde. Ab 1560 herrschte Marschall R. Walowitsch in der Stadt, ab 1586 der litauische Fürst Lew Sapieha, nach dessen Initiative und unter dessen Redaktion das Statut des Großfürstentums Litauen verfasst wurde, als Prokanzler und später als Kanzler. Die Machthaber danach war Kasimir Leu Sapeha sowie das Adelsgeschlecht der Ogińskis.
Im 16. Jahrhundert erlangte die Vorstadt Zamosze Bekanntheit. Nach der Lubliner Union (1569) und der Brester Union (1596) entstanden hier katholische Mönchsorden (Bernhardiner, Bernhardinerinnen, Benediktiner, Franziskaner, Dominikaner, Jesuiten), die ersten Kloster wurden gebaut. Infolge des Krieges Russlands mit Polen (1654–1667) wurde die Stadt vollkommen zerstört.

### Vom 17.Jahrhundert über die Massaker im Zweiten Weltkrieg bis zur Nachkriegszeit
Eine neue kulturelle und wirtschaftliche Blütezeit erreichte Slonim im 18. Jahrhundert mit der Tätigkeit von Starost Michael Kasimir Oginski. In der zweiten Hälfte des Jahrhunderts errichtete er eine Residenz, eröffnete eine Druckerei, gründete eine Kapelle und eine Theatergruppe, mit der eine Musik- und eine Ballettschule verbunden waren. Es folgte die Gründung eines Hoftheaters im Jahre 1770. Unter den Zeitgenossen erhielt Slonim den Spitznamen „Nördliches Athen“. Es entfaltete sich die Textilindustrie, dazu wurden Fabriken zur Herstellung von Baumwollerzeugnissen und Teppichen gebaut. Ein Hafen entstand. Ende des 18. Jahrhunderts bestand die Stadt aus dem Schlossplatz (Leu-Sapeha-Platz) und strahlenförmig auseinanderlaufenden Straßen in Richtung Minsk, Vilnius (Moutschadski trakt) und Hrodna. Diese ab dem 15. Jahrhundert als Zamkavy trakt, danach als Dsjaretschynski trakt bezeichnete Verkehrsanbindung verband das Stadtzentrum über Brücken mit den Stadtteilen auf der linken Flussseite und mit dem Dorf Panassouka vor den Toren der Stadt. Um 1796 existierten bereits offiziell in den Stadtbau aufgenommene Pläne einer Aginski-Palastanlage.
1795 fiel die Stadt im Zuge der Zweiten Teilung Polens an Russland und wurde kurzzeitig zum Verwaltungszentrum eines Gouvernements (Gouvernement Slonim). 1801 wurde es als Kreisstadt Teil des Gouvernements Grodno.
Mit dem Bau der Eisenbahnstrecke Baranawitschy-Białystok im Jahr 1886 wurden die Schlossanhöhe am rechten Schtschara-Ufer sowie der jüdische Friedhof, der älteste in der Stadt, niedergerissen.
Seit dem 16. Jahrhundert bis zum Holocaust entwickelte sich Slonim zu einem wichtigen jüdischen Zentrum. Um 1900 betrug der jüdische Bevölkerungsanteil 78 %.
Von Oktober 1915 bis Januar 1919 befand sich Slonim unter deutscher Besatzung und wurde größtenteils zerstört. Am 18. März 1921 fiel sie im Zuge des Friedens von Riga unter polnische Herrschaft und wurde Kreisstadt. Im Gefolge des Hitler-Stalin-Pakts trafen nach dem Einmarsch der Wehrmacht in Polen die  Truppen der Roten Armee am 18. September 1939 in Slonim ein und die Stadt wurde der BSSR eingegliedert.
Nach dem deutschen Überfall auf die Sowjetunion am 22. Juni 1941 war Slonim bis zum 10. Juli 1944 von der Wehrmacht besetzt. Am 5. Juli 1941 wurde in der Stadt das Hauptquartier der SS-Einsatzgruppe B, danach von deren Einsatzkommando 9 eingerichtet. Auf einer Anhöhe einen Kilometer außerhalb der Stadt, auf der Petralewizkaja Hara, wurden mehr als 10.000 Menschen erschossen, auf den Tschpjaleuskija Pali 30.000, auf dem Feld Morhi 2000. Bei den Massakern von Slonim zwischen Sommer 1941 bis Herbst 1943 wurden insgesamt 45.000 jüdische Menschen ermordet, zum größten Teil erschossen. Eine wesentliche Mitverantwortung für diese Verbrechen trug der Gebietskommissar von Slonim Gerhard Erren.
1954 wurde Slonim Verwaltungszentrum des gleichnamigen Rajons und Teil der Hrodsenskaja Woblasz.

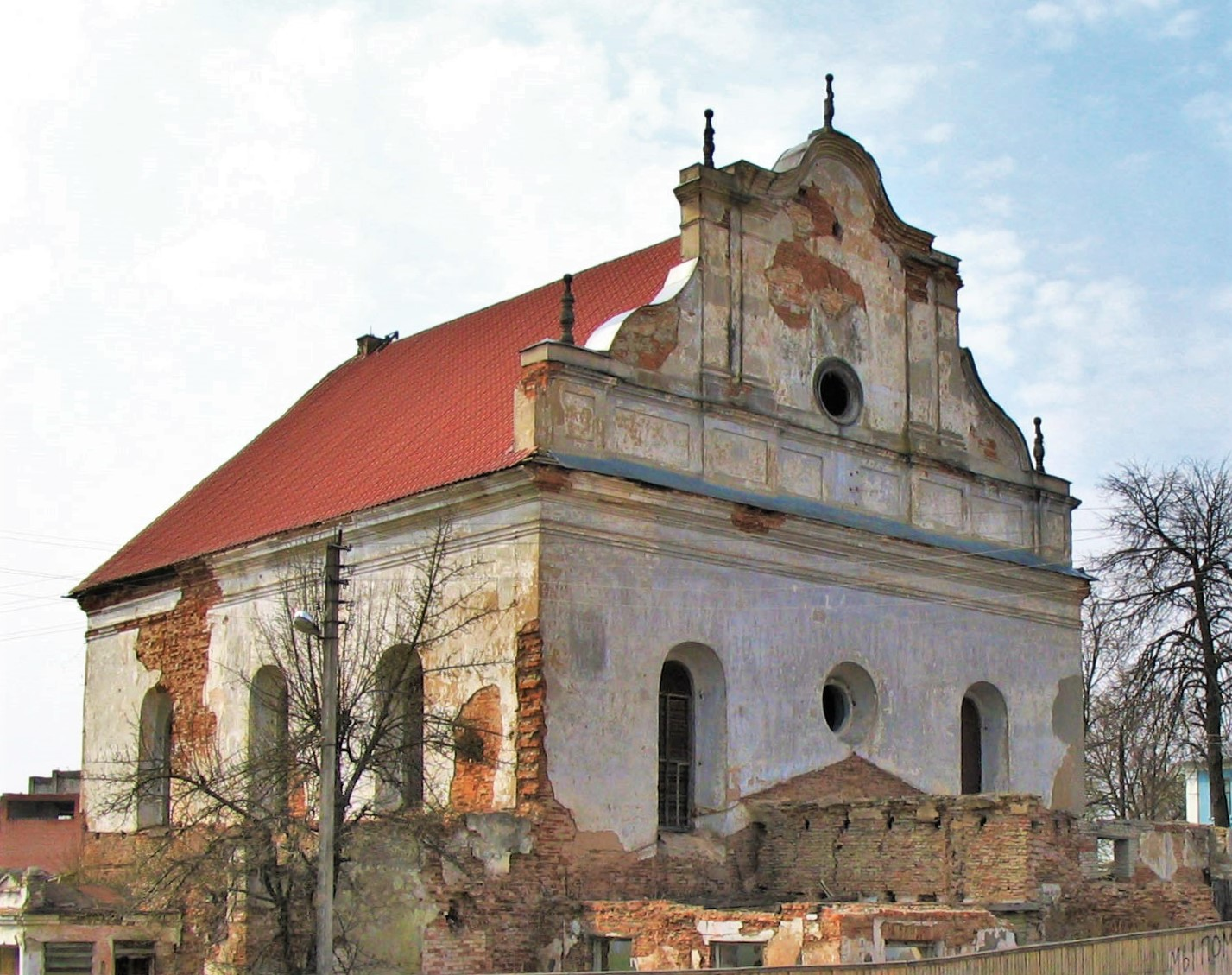
Synagoge (2006)

## Religion
Vor der Okkupation der deutschen Wehrmacht und dem Holocaust bzw. der Shoa während des Zweiten Weltkriegs existierte in Slonim ein jüdisches Schtetl. Aus Slonim stammt die chassidische Bewegung der Slonimer, die heute rund 2100 Familien umfasst, welche seit dem Zweiten Weltkrieg hauptsächlich in Jerusalem leben und nach wie vor jiddischsprachig sind. Die Synagoge steht noch, ist jedoch baulich in einem schlechten Zustand, lediglich das Dach wurde erneuert. Um die Synagoge herum findet der Markt statt.

## Wirtschaft und Tourismus
In Slonim sind mehr als 20 Unternehmen aus der Maschinenbau- und metallverarbeitenden Industrie, aus der Möbel- und Schreibwarenindustrie, aus der Lebens- und Leichtindustrie ansässig.
Darüber hinaus ist die Stadt teilweise touristisch erschlossen (Hotel Schtschara, Sanatorium Sonetschny) und Oer der Wanderrouten Kamenny letapis Panjomannja („Steinchronik der Njomanregion“), Na radsimu Tadewuscha Kaszjuschka („In die Heimat von Tadeusz Kościuszko“), Archipelag Sapehau („Archipel der Sapehas“), Sjadsiby, palazy, samki („Anwesen, Paläste, Burgen“) und Architekturnyja pomniki Slonima („Architekturdenkmäler von Slonim“).

## Verkehr
Der Slonimer Bahnhof ist Durchgangsbahnhof auf der Eisenbahnstrecke zwischen Baranawitschy und Waukawysk.
Direkte Verbindungen für den Kraftfahrtverkehr gibt es zu den Städten Baranawitschy, Iwazewitschy, Ruschany, Selwa und Dsjatlawa.

## Sport
Der Slonimer Fußballverein Kamunalnik (belaruss. Кaмунальнiк, russ. Коммунальник) spielte in der Saison 2008 in der ersten belarussischen Liga, der zweiten Spielklasse im belarussischen Profifußball. In den Spielzeiten 1997, 1998 und 2000 gehörte er zur Ersten Klasse. An der regionalen Meisterschaft nimmt der FK Slonim teil; an den Jugendmeisterschaften beteiligt sich der Verein Chrustal’ny mjatsch der Slonimer Kinder- und Jugendsportschule. Darüber hinaus existiert Albertin eine weitere Mannschaft dieser Schule. Um 2000 wurde in der Stadt eine Leichtathletikhalle erreicht, darüber hinaus ist der Boxsport, Handball und Rudern verbreitet.

## Sehenswürdigkeiten

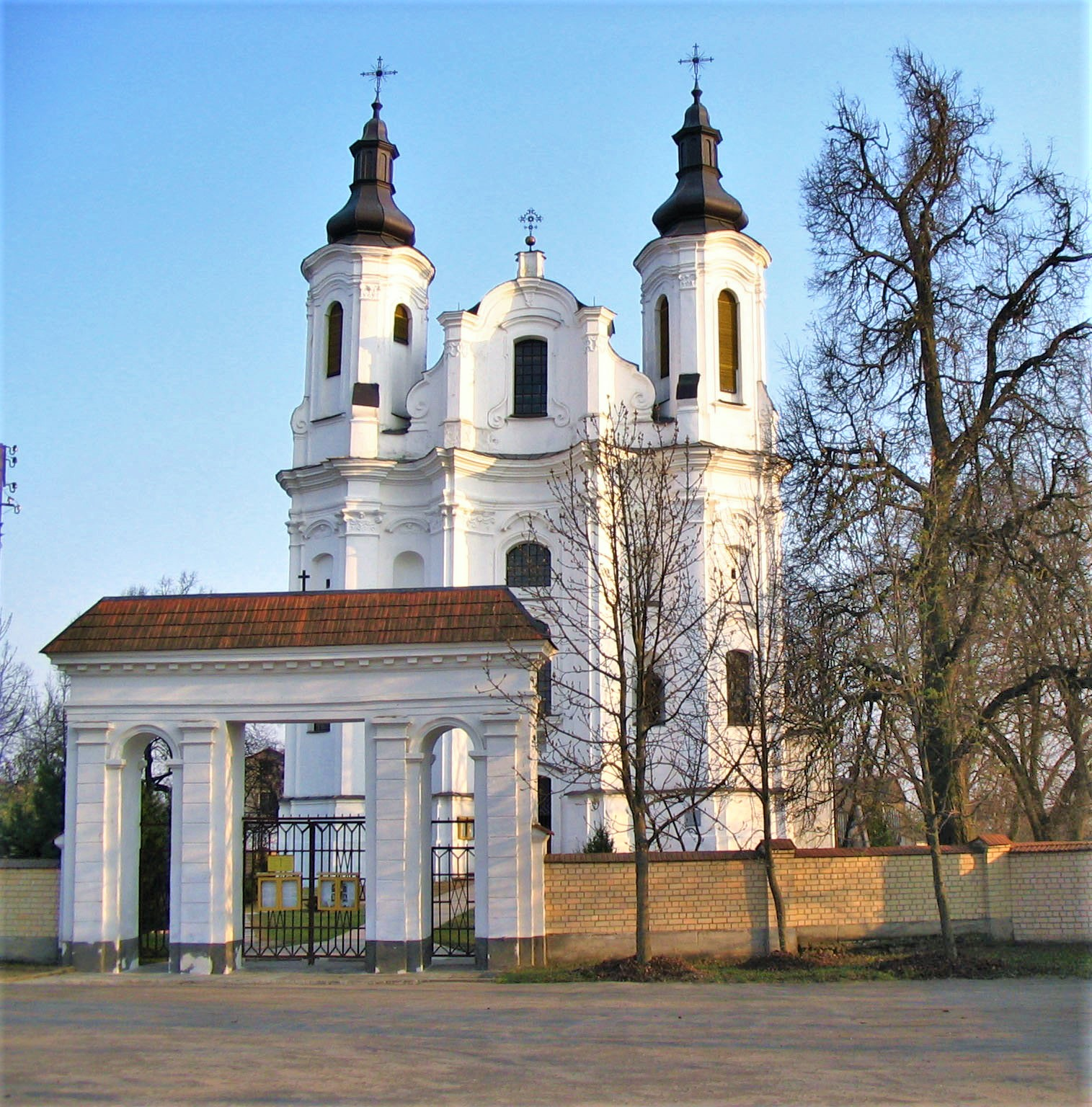
Andreaskirche

- Kirche der unbefleckten Empfängnis der Gottesmutter Maria (katholisch) sowie Bernhardinerinnenkloster
- Rathaus
- Heilige-Dreifaltigkeitskirche (russisch-orthodox), ehemals katholische Kirche und Bernhardinerkloster
- Die spätbarocke Andreaskirche (katholisch, erbaut 1775) in der ul. Gorkaha
- Slonimer Synagoge (1642)
- Verklärungskirche (russisch-orthodox)
- Benediktinerinnenkloster (1801)
- Kapelle des heiligen Dominik (1745)
- Schloss- und Parkanlage Alberziny
- Gebäude der Slonimer Bank
- Bahnhofsgebäude
- Wohnhäuser aus dem 19. und der ersten Hälfte des 20. Jahrhunderts

## Partnerstädte
- Torschok (Russland)
- Sergijew Possad (Russland)

## Söhne und Töchter der Stadt
- Julian Korsak (1806 oder 1807–1855), polnischer Schriftsteller und Dichter
- Michael Marks (1859–1907) (Gründer von Marks & Spencer)
- Samuel Hirszhorn (1876–1942), polnischer Journalist
- Olena Kurylo (1890–?), Autorin, Sprachwissenschaftlerin und Lehrerin
- Michel Sima (eigentlich: Michael Smajewski) (1912–1987), Fotograf und Bildhauer
- Uladsimir Ramanouski (1957–2013), sowjetischer Kanute und Olympiasieger
- Iwan Zichan (* 1976), Leichtathlet
- Sjarhej Boryk (* 1977), Billardspieler
- Natalia Olhovik (* 1978), Softwareentwicklerin

## Personen, die in der Stadt wirkten
- Michal Kasimir Oginski (1731–1799), polnisch-litauischer Fürst, Starost, Großhetman, Förderer der Kunst
- Leu Sapeha (1557–1633), Kanzler